# Rainforest Cafe
O Rainforest Cafe é uma cadeia de restaurantes com temática de selva de propriedade da Landry's, Inc., de Houston. O primeiro local foi inaugurado no Mall of America em Bloomington, Minnesota, em 3 de fevereiro de 1994. Em 1997, a cadeia contava com seis restaurantes, todos nos Estados Unidos. A primeira unidade internacional foi inaugurada em Londres, Inglaterra, em junho de 1997. Em 1998, foi planejada a construção de mais 12 restaurantes nos Estados Unidos, sete no México e cinco no Reino Unido, totalizando 22 restaurantes até 2008.
Em 2000, o Rainforest Cafe foi comprado pela Landry's Restaurants Inc., uma empresa especializada em restaurantes, hospitalidade, entretenimento e jogos, com sede em Houston, Texas. Até o momento, a empresa possui restaurantes nos Estados Unidos, Canadá, França, Emirados Árabes Unidos, Japão e Malta. O Rainforest Cafe concentra a maior parte de sua receita no turismo local.

## Design

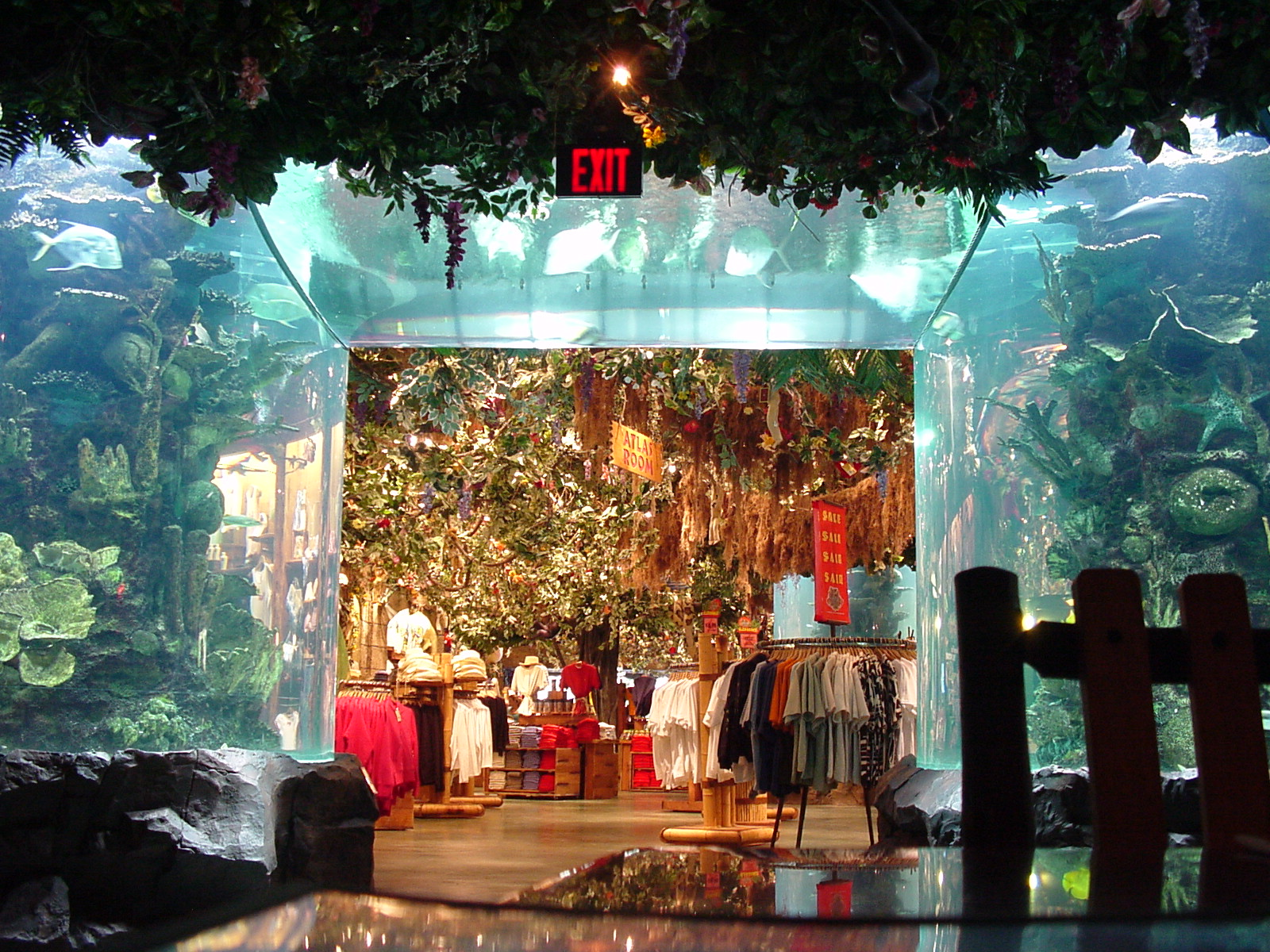
Rainforest Cafe no Disney's Animal Kingdom em setembro de 2002.

Cada restaurante do Rainforest Cafe foi projetado para representar a atmosfera de uma floresta tropical, incluindo plantas falsas, máquinas de neblina, cachoeiras e animais da floresta tropical. O teto e grande parte das paredes são revestidos com folhagem artificial, enquanto as áreas inferiores e os assentos das cabines são decorados com rochas artificiais. As texturas dos tijolos sugerem ruínas antigas e os pilares de sustentação são feitos para parecerem troncos de árvores. Muitas vezes, há uma cachoeira com uma fonte na área de refeições, com uma estátua representando Atlas segurando a Terra para transmitir uma mensagem de conservação. Pássaros e borboletas de papel machê são suspensos nas árvores e outras criaturas extravagantes da floresta tropical são montadas, como se estivessem subindo nas paredes ou espiando por entre a folhagem. O teto acima do centro da sala de jantar apresenta um céu noturno estrelado simulado, projetado e fabricado pela Fiber Optic Systems Inc., localizada em Whitehouse Station, Nova Jérsia. A área do bar está situada sob um cogumelo gigantesco, separado do restante do restaurante por uma cortina de chuva. A cadeia é conhecida por seus característicos bancos de bar, feitos para se assemelharem a pernas de animais, projetados e esculpidos pelo artista Glenn Carter. Tanques de peixes com recifes tropicais estão espalhados por todo o restaurante e pelo espaço da loja de presentes. Periodicamente, uma tempestade simulada ocorrerá a cada poucos minutos, com luzes estroboscópicas e efeitos de trovões através de subwoofers.
Animais animatrônicos estão espalhados por todo o restaurante. Eles incluem borboletas, elefantes, gorilas, leopardos, orangotangos, chimpanzés, araras, macacos e tigres, embora isso varie de acordo com o local. O restaurante é disposto de forma que esses animais fiquem fora do chão e bem acima da cabeça dos comensais, não só permitindo que sejam vistos de longe, mas também fazendo com que pareçam maiores. Um crocodilo e uma píton são frequentemente colocados na área da loja de presentes para atrair a atenção dos transeuntes. Tracy Tree, um rosto de árvore animado, fica dentro da loja e fornece fatos sobre a floresta tropical. Os animais são fabricados pela Russells Creative, LLC, de Apopka, Flórida, antiga UCFab International.
Uma vila de varejo está localizada em frente à área de refeições, com uma variedade de lembranças com temas da floresta tropical ou com o logotipo do Rainforest Cafe, a maioria impressa pela Boxercraft Inc., empresa de vestuário de moda sediada em Atlanta. Uma pequena fonte de água com um crocodilo animatrônico (um hipopótamo em Nashville) está localizada do lado de fora da loja, na qual os visitantes são convidados a jogar moedas.
O Rainforest Cafe também tem um conjunto de oito mascotes animais, chamado “The Wild Bunch”. Esses personagens incluem Cha! Cha!, a rã de olhos vermelhos; Maya, a onça-pintada; Rio, a arara; Tuki, o elefante; Ozzie, o orangotango; Bamba, o gorila; Iggy, a iguana; e Nile, o crocodilo. Esses oito personagens podem ser representados em cardápios infantis, mercadorias ou no logotipo da empresa.

## Cardápio
O Rainforest Cafe serve pratos típicos de cadeias de restaurantes americanas, como hambúrgueres, frango, massas e frutos do mar, com a adição de alguns pratos mexicanos para refletir o tema tropical. Sua sobremesa de assinatura, chamada de bolo vulcão, consiste em brownie de chocolate e sorvete de baunilha coberto com um brilho aceso.
O restaurante também serve bebidas alcoólicas, algumas das quais lembram aquelas associadas à cultura tiki, como o Mai Tai.